# Kommunen Rom
 Denne artikel omhandler den middelalderlige kommune. For den moderne italienske kommune, se Rom.
Kommunen Rom (italiensk: Comune di Roma) blev etableret i 1144 efter et oprør under ledelse af Giordano Pierleoni. Pierleoni anførte et folkeoprør på som reaktion på pavens voksende verdslige magt, og adelens forankrede magt. Oprørets mål var at organisere Roms regeringsførelse på en lignende måde som det blev gjort i den tidligere Romerske republik. Pierleoni blev udnævnt til "første Patricier af den Romerske Kommune", men blev afsat i 1145. Kommunen varede frem til 1193, hvor den igen blev inkorporeret i Kirkestaten.